# Jagdgeschwader 3
Il Jagdgeschwader 3 "Ernst Udet" (JG 3 - 3º stormo caccia) fu un reparto aereo della Luftwaffe, costituito il primo maggio 1939 a Bernburg, Sassonia-Anhalt, e attivo fino all'8 maggio 1945. 
Nel 1942 venne rinominato JG 3 "Udet" in onore dell'omonimo generale ed asso della Luftstreitkräfte deceduto l'anno precedente.

## Ufficiali in comando del JG 3

### Geschwaderkommodore
Lista dei Geschwaderkommodore (equivalente di un comandante di stormo) e relativa data di assunzione del comando:
1. Oberstleutnant Max Ibel: 1 novembre 1938;
2. Oberst Karl Vieck: 26 settembre 1939;
3. Oberst Günther Lützow: 21 agosto 1940;
4. † Major Wolf-Dietrich Wilcke: 12 agosto 1942;[N 1]
5. † Major Friedrich-Karl "Tutti" Müller: 25 marzo 1944;[N 2]
6. Major Heinrich Bär: 1 giugno 1944;
7. Major Werner Schröer: 14 febbraio 1945.

### Gruppenkommandeure

#### I./JG 3
Lista dei comandanti del I. Gruppe e relativa data di assunzione del comando:
1. Major Otto Heinrich von Houwald: 1 aprile 1939;
2. Carica vacante tra il 31 ottobre al 3 novembre 1939

1. Hauptmann Günther Lützow: 3 novembre 1939;
2. Carica vacante tra il 21 agosto al 24 agosto 1940

1. Oberleutnant Lothar Keller: 24 agosto 1940;
2. Hauptmann Hans von Hahn: 27 agosto 1940;

Il 15 gennaio 1942, il I. Gruppe del JG 3 divenne il II. Gruppe del JG 1. Di conseguenza, il 1° marzo 1942, venne creato un nuovo I. Gruppe del JG 3.
1. Hauptmann Georg Michalek: 1 marzo 1942;
2. † Major Klaus Quaet-Faslem: 31 agosto 1942;[N 3]
3. Hauptmann Joachim von Wehren: 1 febbraio 1944;
4. Hauptmann Josef Haiböck: 8 febbraio 1944;
5. Major Dr. Langer: 25 febbraio 1944;
6. Hauptmann Helmut Mertens: 14 aprile 1944;
7. Hauptmann Ernst Laube: 1 luglio 1944;
8. † Hauptmann Horst Haase: 30 ottobre 1944;[N 4]
9. Hauptmann Albert Wirges: 27 novembre 1944;
10. Oberleutnant Alfred Seidel: dicembre 1944.

#### II./JG 3
Lista dei comandanti del II. Gruppe e relativa data di assunzione del comando:
1. Hauptmann Erich von Selle: 1 febbraio 1940;
2. Hauptmann Erich Woitke: 1 ottobre 1940; (ad interim)
3. † Hauptmann Lothar Keller: 24 novembre 1940;[N 5]
4. Hauptmann Gordon Gollob: 27 giugno 1941;
5. † Hauptmann Karl-Heinz Krahl: 21 novembre 1941;[N 6]
6. Major Kurt Brändle: 15 aprile 1942;
7. Hauptmann Heinrich Sannemann: 3 novembre 1943; (ad interim)
8. † Hauptmann Wilhelm Lemke: novembre 1943;[N 7]
9. Hauptmann Heinrich Sannemann: 4 dicembre 1943; (ad interim)
10. † Hauptmann Detlev Rohwer: febbraio 1944;[N 8]
11. Hauptmann Heinrich Sannemann: 30 marzo 1944; (ad interim)
12. Hauptmann Hermann Freiherr von Kap-herr: 22 aprile 1944;[N 9]
13. Leutnant Leopold Münster: 24 aprile 1944; (ad interim)
14. Hauptmann Gustav Frielinghaus: 1 maggio 1944;
15. Hauptmann Hans-Ekkehard Bob: 25 giugno 1944;
16. Hauptmann Herbert Kutscha: luglio 1944.

#### III./JG 3
Lista dei comandanti del III. Gruppe e relativa data di assunzione del comando:
1. Hauptmann Walter Kienitz: 1 marzo 1940;
2. Hauptmann Wilhelm Balthasar: 1 settembre 1940;
3. Hauptmann Walter Oesau: 11 novembre 1940;
4. Carica vacante tra il 28 luglio al 1 agosto 1941
5. Hauptmann Werner Andres: 1 agosto 1941;
6. Carica vacante tra il 12 maggio al 1 settembre 1941
7. Oberleutnant Herbert Kijewski: 1 settembre 1941; (ad interim)
8. Carica vacante tra il 23 novembre 1941 al 18 maggio 1942
9. † Major Karl-Heinz Greisert: 18 maggio 1942;[N 10]
10. Major Wolfgang Ewald: 23 luglio 1942;
11. Carica vacante tra il 14 luglio al 20 luglio 1943
12. Major Walther Dahl: 20 luglio 1943;
13. Major Karl-Heinz Langer: 21 maggio 1944;

#### IV./JG 3
Lista dei comandanti del IV. Gruppe e relativa data di assunzione del comando:
1. † Major Franz Beyer: 1 giugno 1943;[N 11]
2. Hauptmann Heinz Lang: 11 febbraio 1944;  (ad interim)
3. Major Friedrich-Karl Müller: 26 febbraio 1944;
4. Hauptmann Heinz Lang: 11 aprile 1944;  (ad interim)
5. Major Wilhelm Moritz: 18 aprile 1944;
6. † Hauptmann Hubert-York Weydenhammer: 5 dicembre 1944;[N 12]
7. Carica vacante tra il 25 dicembre 1944 al 5 gennaio 1945
8. Major Erwin Bacsila: 5 gennaio 1945;
9. Oberleutnant Oskar Romm: 17 febbraio 1945;
10. † Hauptmann Gerhard Koall: 25 aprile 1945;[N 13]
11. Carica vacante tra il 27 aprile al 1 maggio 1945
12. Hauptmann Günther Schack: 1 maggio 1945;

## Nella cultura di massa
- Nel film del 2012 Red Tails compaiono nel film dei Bf-109 e dei Messerschmitt Me 262 con i colori del JG 3. Sebbene il lungometraggio racconti la vera storia, romanzata, dei Tuskegee Airmen, il JG 3 non operò mai con i 262 che compaiono nella battaglia finale.
- Negli anni sono stati prodotti vari modellini statici, di varie scale, dedicati al JG 3. Tra le aziende di modellismo statico, la più iconica che ha rappresentato più volte lo stormo è la cinese Hobby Boss, in scala 1/72 (Focke-Wulf Fw190A-8 80244 e Fw190D-9 80228). Esistono altre aziende che hanno rappresentato l'unità, tra cui la cinese Trumpeter, in scala 1:32 (Messerschmitt Bf-109 E-4 02289), la tedesca Revell, in scala 1:32 (Fw190 A-8/R-2 "Sturmbock" 03874) e l'italiana Italeri, in scala 1:48 (Messerschmitt Bf-109 K4 2805).